# Климов, Виктор Владимирович
Виктор Владимирович Климов (17 февраля 1968, Саратов, РСФСР, СССР) — Член центрального штаба Общероссийского народного фронта, руководитель проекта ОНФ «За права заемщиков».
с 21 декабря 2011 года по 5 октября 2016 года — депутат Государственной Думы ФС РФ VI созыва, заместитель председателя комитета Государственной Думы по экономической политике, инновационному развитию и предпринимательству.

## Образование
- В 1990 г. окончил Военно-инженерный институт им. А. Ф. Можайского в Ленинграде по специальности «системы управления». Работал в Центральном научно-исследовательском институте военно-космических сил Министерства обороны РФ, где возглавлял Лабораторию экологической безопасности Ракетно-космической техники.
- В 1994 г. получил второе высшее образование по специальности «инженер-эколог» в Международном центре систем обучения ЮНЕСКО на базе Центра подготовки космонавтов им Ю. А. Гагарина.
- Завершил военную службу в 1999 г. в звании майора.
- В 2014 г. получил юридическое образование научной степени «магистр» в международном институте государственной службы и управления Российской академии народного хозяйства и государственной службы при Президенте Российской Федерации.

## Общественные должности и посты
- С 2000 г. работал заместителем исполнительного директора в Московской топливной Ассоциации и Российском топливном союзе.
- С ноября 2002 г. — Первый заместитель исполнительного директора Общероссийской общественной организации малого и среднего предпринимательства «ОПОРА РОССИИ».
- С марта 2008 г. по декабрь 2012 — Исполнительный директор ОПОРЫ РОССИИ.
- С апреля 2011 г. по апрель 2012 г. — Вице-президент ОПОРЫ РОССИИ.
- В период с 2002 по 2011 гг. занимался вопросами, связанными с развитием предпринимательства, малого и среднего бизнеса, в различных экспертных советах и рабочих группах при федеральных министерствах, комиссиях Правительства Российской Федерации, комитетах Государственной Думы.
- Координатор и один из авторов ежегодного мониторинга «Индекс ОПОРЫ: оценка предпринимательского климата в России», исследовательских проектов: «Малое предпринимательство в развитии промышленности и технологий» (2007 г.), «Конкурируя за будущее сегодня. Новая инновационная политика для России» (2010 г.), форсайта «Малое предпринимательство 2020—2040 г.» (2011 г.)
- 04 декабря 2011 года был избран депутатом Государственной Думы ФС РФ шестого созыва. Член фракции «Единая Россия».
- С апреля 2013 года является Сопредседателем Координационного совета при уполномоченном при Президенте Российской Федерации по защите прав предпринимателей.
- С 2014 года является руководителем проекта Общероссийского Народного Фронта «За права заемщиков».
- В 2015 году стал лауреатом Всероссийской премии финансистов «Репутация» 2015 года в номинации «За вклад в развитие микрофинансирования в России»[1].
- С декабря 2016 года является Членом центрального штаба Общероссийского народного фронта

## Деятельность в Государственной Думе
По состоянию на 1 мая 2016 года являлся автором 42 законопроектов. Среди наиболее важных можно отметить:
- Законопроект № 467078-6 Архивная копия от 14 сентября 2014 на Wayback Machine О внесении изменений в отдельные законодательные акты Российской Федерации (в части размещения официальных государственных и муниципальных сайтов на территории Российской Федерации)
- Законопроект № 435364-6 Архивная копия от 2 июля 2014 на Wayback Machine О внесении изменений в Федеральный закон «О защите конкуренции» и отдельные законодательные акты Российской Федерации" (в части введения процедуры электронных аукционов на право заключения договоров на реализацию государственного или муниципального имущества, имущественных прав)
- Законопроект № 433165-6 Архивная копия от 27 сентября 2019 на Wayback Machine О внесении изменений в отдельные законодательные акты Российской Федерации (в связи с принятием Федерального закона «Об аккредитации в национальной системе аккредитации»)
- Законопроект № 286672-6 Архивная копия от 18 января 2019 на Wayback Machine О внесении изменений в отдельные законодательные акты Российской Федерации (в части конкретизации видов электронной подписи, используемых в различных правоотношениях)
- Законопроект № 258106-6 Архивная копия от 26 августа 2016 на Wayback Machine О внесении изменений в статью 22 Федерального закона «Об обязательном пенсионном страховании в Российской Федерации» и статьи 14 и 16 Федерального закона «О страховых взносах в Пенсионный фонд Российской Федерации, Фонд социального страхования Российской Федерации, Федеральный фонд обязательного медицинского страхования» (в части изменения порядка определения фиксированного размера страхового взноса по обязательному пенсионному страхованию для индивидуальных предпринимателей, не производящих выплат и иных вознаграждений физическим лицам)
- Законопроект № 174312-6 Архивная копия от 20 октября 2013 на Wayback Machine О внесении изменений в Федеральный закон «О бухгалтерском учёте» (в части закрепления положений о возможности для всех субъектов малого предпринимательства и отдельных форм некоммерческих организаций ведения бухгалтерской (финансовой) отчетности в упрощённом виде)

## Семья
Женат, воспитывает 2 дочерей.

## Хобби
Увлечения: яхтинг, кинематограф.
Владеет английским языком.